# أدي فانك
أدي فانك (بالألمانية: Adi Funk)‏ هو متسابق دراجات نارية نمساوي، ولد في 1 يوليو 1951 في كلوسترنوبرغ في النمسا، وتوفي في 27 يناير 2010 في فيينا في النمسا.